# 加龙河畔波尔泰
加龍河畔波尔泰（法語：Portet-sur-Garonne，法語發音：[pɔʁtɛ syʁ ɡaʁɔn]）是法国奥克西塔尼大区上加龙省的一个市镇，属于米雷区。

## 地理
加龙河畔波尔泰（43°31'19"N, 1°24'22"E）面积16.19 平方千米，位于法国奧克西塔尼大區上加龙省，该省份为法国西南部内陆省份，西南端与西班牙接壤，自此顺时针与上比利牛斯省、热尔省、塔恩-加龙省、塔恩省、奥德省和阿列日省接壤。
与加龙河畔波尔泰接壤的市镇（或旧市镇、城区）包括：圖盧茲、屈尼欧、拉克鲁瓦-法尔加德、潘萨盖勒、罗克、旧图卢兹、维古莱-欧济勒、托洛萨讷新城。
加龙河畔波尔泰的时区为UTC+01:00、UTC+02:00（夏令时）。

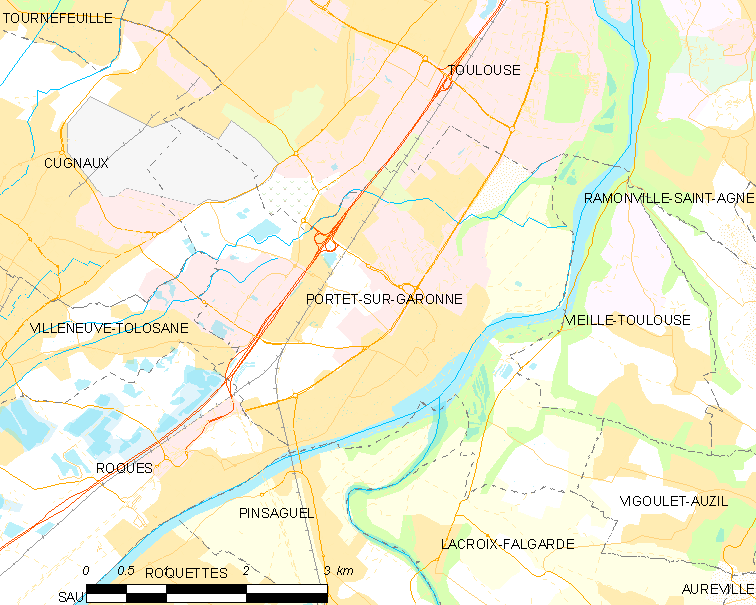
加龙河畔波尔泰的OSM定位图

## 行政
加龙河畔波尔泰的邮政编码为31120，INSEE市镇编码为31433。

## 政治
加龙河畔波尔泰所属的省级选区为加龙河畔波尔泰县，同时加龙河畔波尔泰也是该县的中央投票站所在地。

## 人口

1962-2008年间加龙河畔波尔泰人口变化图示

加龙河畔波尔泰于2022年1月1日时的人口数量为9798人。